# كرفس (قروه درجزين)
كرفس هي مدينة في مقاطعة قروه درجزين، إيران. عدد سكان هذه المدينة هو 4,041 في سنة 2006.